# SMS S 145
S 145, następnie T 145 – niemiecki niszczyciel z okresu I wojny światowej. Ósma jednostka typu S 138. Okręt wyposażony w cztery kotły parowe opalane węglem. 
Zbudowany w stoczni Schichaua w Elblągu. Stępkę pod jego budowę położono w 1907 roku, a wodowano go 8 czerwca 1907 roku. Budowę ukończono 17 grudnia 1907 roku.
Służył podczas I wojny światowej. 24 września 1917 roku został przemianowany na T 145. Po wojnie pozostał pod banderą Reichsmarine, lecz 22 marca 1921 roku został skreślony z listy floty i sprzedany na złom 8 czerwca 1921 roku w Wilhelmshaven.